# Inanidrilus renaudae
Inanidrilus renaudae är en ringmaskart som beskrevs av Erséus 1984. Inanidrilus renaudae ingår i släktet Inanidrilus och familjen glattmaskar. Inga underarter finns listade i Catalogue of Life.